# Lamellana gymnota
Lamellana gymnota Lin, 1992 è un mollusco nudibranchio della famiglia Polyceridae. È l'unica specie nota del genere Lamellana.